# 3036 Krat
A 3036 Krat (ideiglenes jelöléssel 1937 TO) egy kisbolygó a Naprendszerben. Grigory Neujmin fedezte fel 1937. október 11-én.